# Godfred Hansen
Godfred Hansen, född 23 februari 1876 i Köpenhamn, död där 27 maj 1937, var en dansk sjömilitär och polarfarare.
Godfred Hansen blev officer vid flottan 1897 och deltog 1903–1906 som sekond, senare chef för jakten Gjøa under Roald Amundsens expedition runt Nordamerikas nordkust. 1919–1920 var Hansen ledare för den av norska regeringen beordrade tredje Thuleexpeditionen för utläggning av depåer till hjälp för Amundsen under dennes polarexpedition 1918–1922 (Maudexpeditionen). Hansen var 1930–1937 chef för kadettskolan, blev kommendör 1931 samt konteramiral och chef för marinstaben 1937, men avled innan han tillträtt befattningen. Sina erfarenheter från polarfärderna skildrade Hansen i Mod Kong Haakon VII:s Land (1907) och Den norske Gjøa-Ekspedition (1912).

## Utmärkelser
- Förtjänstmedaljen i guld,  1906[2]
- Hans Egede-medaljen,  20 maj 1921[6]
- Dannebrogsmännens hederstecken,  1926[2]
- Kommendör av Dannebrogorden,  1933[2]

[Redigera Wikidata]